# Kofi Opare
Kofi Opare (Mampong, 12 oktober 1990) is een Ghanees-Amerikaans voetballer die bij voorkeur als centrale verdediger speelt. Hij verruilde in juli 2014 Los Angeles Galaxy voor DC United. Hij bezit ook een Canadees paspoort.

## Clubcarrière
Op 17 januari 2013 werd Opare als vierentwintigste gekozen in de MLS SuperDraft 2013 door Los Angeles Galaxy. Op 20 augustus 2013 maakte hij in de CONCACAF Champions League tegen Cartaginés zijn debuut voor Los Angeles. Opare speelde in het begin van het seizoen geen rol van betekenis bij Los Angeles maar hij wist tegen het einde van het seizoen toch een vaste basisplaats te veroveren. Op 29 juli 2014 maakte hij de overstap van Los Angeles naar DC United. Zijn competitiedebuut maakte hij op 29 maart 2015 tegen zijn oude club Los Angeles Galaxy als invaller voor de geblesseerde Steve Birnbaum.